# Подгать (Октябрьский район)
По́дгать (бел. Подгаць) — деревня в Октябрьском районе Гомельской области Беларуси. В составе Ломовичского сельсовета.
Кругом лес.

## География

### Расположение
В 20 км на юг от городского посёлка Октябрьский, 15 км от железнодорожной станции Рабкор (на ветке Бобруйск — Рабкор от линии Осиповичи — Жлобин), 225 км от Гомеля.

## Гидрография
На севере мелиоративный канал.

## Транспортная сеть
Транспортные связи по просёлочной, затем автомобильной дороге Октябрьский — Озаричи. Планировка состоит из короткой широтной улицы. Жилые дома деревянные, усадебного типа.

## История
По письменным источникам известна с XIX века как хутор в Рудобельской волости Бобруйского уезда Минской губернии. В 1925 году в Грабьёвском сельсовете Озаричского района Мозырского округа. В 1930 году организован колхоз. Во время Великой Отечественной войны немецкие оккупанты в апреле 1942 года полностью сожгли деревню и убили 28 жителей. 10 жителей погибли на фронте. Согласно переписи 1959 года в составе подсобного хозяйства «Заозерье» райсельхозхимии (центр — деревня Гать).

## Население

### Численность
2022 год — в деревне не проживает ни одного жителя.
2014 год — 1 хозяйство, 2 жителя.
- 2004 год — 5 хозяйств, 7 жителей.

### Динамика
- 1897 год — 8 дворов, 66 жителей (согласно переписи).
- 1908 год — 14 дворов, 83 жителя.
- 1917 год — 123 жителя.
- 1925 год — 24 двора.
- 1940 год — 38 дворов, 142 жителя.
- 1959 год — 96 жителей (согласно переписи).
- 2004 год — 5 хозяйств, 7 жителей.
- 2014 год — 1 хозяйство, 2 жителя.